# Hellier de Carteret
Ne doit pas être confondu avec Hélier de Carteret.
Hellier de Carteret (1532–1578), seigneur de Saint-Ouen à Jersey et premier seigneur de Sercq. Il est un descendant de la puissante famille Carteret.
Hellier de Carteret est le fils d'Édouard de Carteret, Seigneur de Saint-Ouen (1473-1533) et petit-fils de Philip De Carteret, 8e seigneur de Saint-Ouen et de Marie Sarre, fille de Simon Sarre procureur et connétable de Jersey. Il est parfois numéroté Hellier II de Carteret en raison de son beau-père qui portait le même prénom et patronyme Hellier ou Hélier de Carteret. 
Hellier a dirigé la troupe jersiaise qui repoussa l'attaque française à Bouley Bay sur la côte de Jersey.
Hellier de confession catholique romain se convertit au protestantisme le 15 avril 1550.
Il se marie en 1552 avec sa cousine Margaret de Carteret, fille de Hélier de Carteret, bailli de Jersey et de Margaret Dumaresq et veuve de Clement Dumaresq. Ils auront cinq enfants. Philippe Ier de Carteret (1552-1594), Amice (1559-1631), Ester (1570-), Guillaume (1574-1580) et Jeanne.
En 1563, il reçut de la reine d'Angleterre, l'île de Sercq. Il prit possession de l'île de Sercq sur laquelle il fit édifier un manoir et devint le premier seigneur de Sercq. Il fit venir des jersiais afin de peupler l'île qui compta bientôt une quarantaine de colons. Des linteaux sur le premier moulin de Sercq indique la date de 1571.
En 1564, il assista au synode calviniste en tant que représentant de l'Angleterre.